# پیکیلنگک
پیکیلنگک (به لهستانی:  Piekielnik) یک روستا در لهستان است که در گمینا چارن دونایتس واقع شده‌است.